# Värska (ancienne commune)
Pour le bourg actuel, voir Värska.
La commune de Värska (en estonien : Värska vald) est une ancienne commune rurale du comté de Põlva en Estonie. En 2017, elle a été réunie à la nouvelle commune de Setomaa.

## Géographie

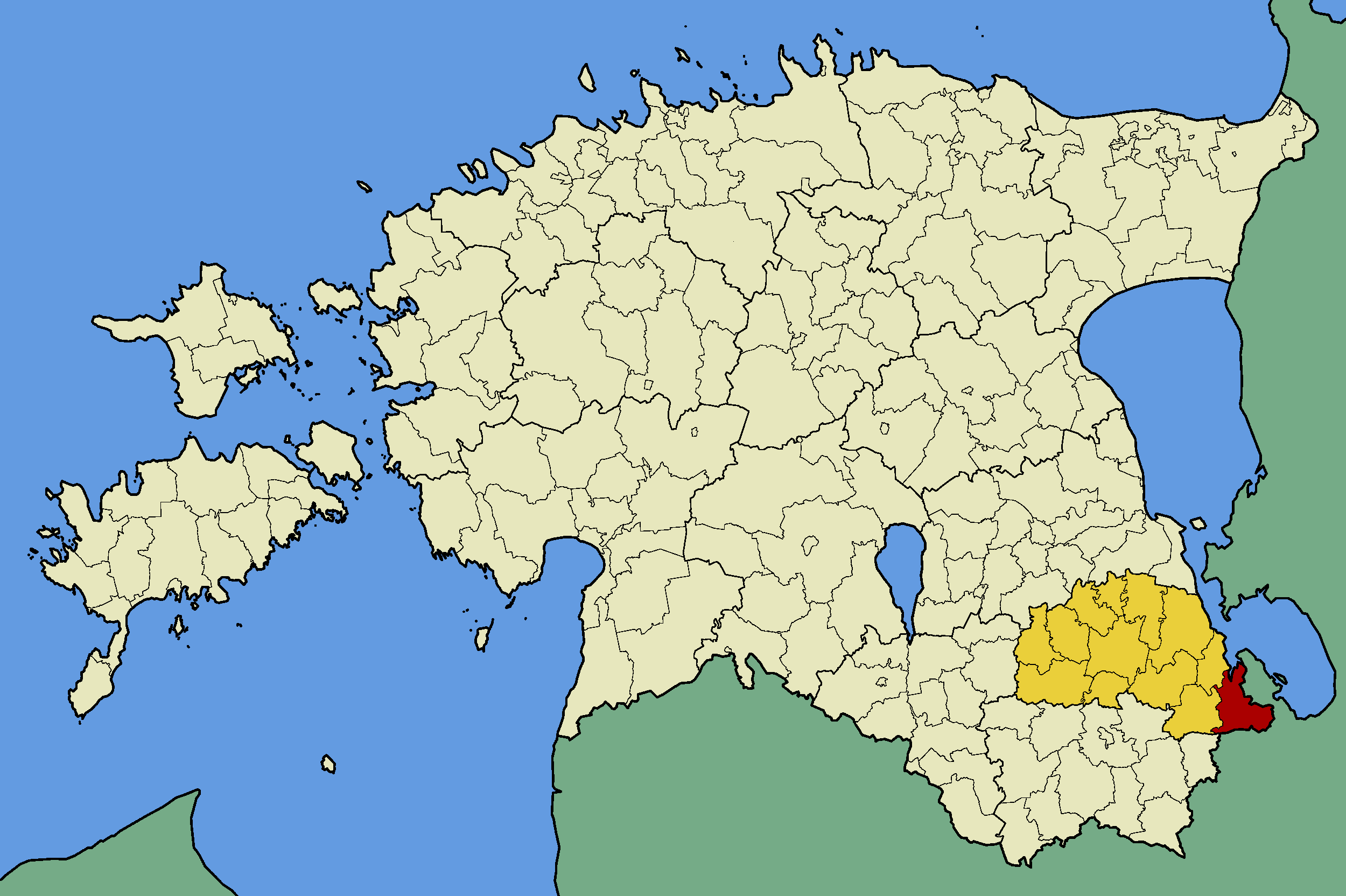
La commune de Värska (en rouge) dans le comté de Põlva (en jaune).

La municipalité s'étendait sur une superficie de 187,7 km2 à l'extrémité orientale du comté de Põlva et regroupait un bourg et 34 villages.

### Bourg
Värska

### Villages
Koidula, Kolodavitsa, Kolossova, Korela, Kostkova, Kremessova, Kundruse, Litvina, Lobotka, Lutepää, Matsuri, Määsovitsa, Nedsaja, Pattina, Perdaku, Podmotsa, Popovitsa, Rääptsova, Saabolda, Saatse, Samarina, Sesniki, Säpina, Tonja, Treski, Ulitina, Vaartsi, Vedernika, Velna, Verhulitsa, Voropi, Võpolsova, Väike-Rõsna, Õrsava.

## Histoire
En octobre 2017, elle est fusionnée avec les communes de Meremäe, Mikitamäe et une partie de celle de Misso pour former la nouvelle commune de Setomaa, qui est rattachée au comté de Võru.

## Démographie
Le 1er janvier 2012, sa population s'élevait à 1 269 habitants.